# Bernd Hagenau
Bernd Hagenau (* 3. April 1958 in Hannover) ist ein deutscher Romanist und Bibliothekar. Von 1991 bis 2018 war er (Leitender) Bibliotheksdirektor der Saarländischen Universitäts- und Landesbibliothek in Saarbrücken.

## Leben und Wirken
Nach der Reifeprüfung an der Leibnizschule Hannover 1977 studierte Bernd Hagenau seit dem Wintersemester 1978/79 Romanistik und Germanistik, zunächst an der Universität Bielefeld, dann seit dem Sommersemester 1981 an der Universität des Saarlandes. Das Wintersemester 1980/81 verbrachte er an der Université de Nantes, 1983 erwarb er den Magistergrad an der Université Sorbonne Nouvelle (Paris III). Nach dem Staatsexamen für das höhere Lehramt an der Universität des Saarlandes 1984 promovierte er dort 1985 bei Jochen Schlobach. Im gleichen Jahr begann er als Bibliotheksreferendar an der Niedersächsischen Landesbibliothek Hannover die Ausbildung für den höheren Bibliotheksdienst und legte 1986 die Fachprüfung hierfür an der Fachhochschule für Bibliotheks- und Dokumentationswesen in Köln ab. Bis 1991 war er dann als wissenschaftlicher Bibliothekar an der Landesbibliothek in Hannover tätig und wechselte anschließend an die Saarländische Universitäts- und Landesbibliothek, die er bis zum Eintritt in den Ruhestand Ende 2018 als Nachfolger von Otwin Vinzent leitete. Seit 1998 war er außerdem Honorarprofessor für Bibliotheks- und Informationswissenschaft an der Universität des Saarlandes und Mitglied der Kommission für Saarländische Landesgeschichte und Volksforschung. Hagenau trat auch als Übersetzer mehrerer Romane aus dem Französischen hervor.

## Schriften
- "Deux jours de vacances" von Roger Martin DuGard. Text, Genese, Analysen. Dissertation Universität des Saarlandes 1985.
- Der deutsche Gesamtkatalog. Vergangenheit und Zukunft einer Idee (= Beiträge zum Buch- und Bibliothekswesen, Bd. 27). Harrassowitz, Wiesbaden 1988, ISBN 3-447-02826-2.
- Fremddatenübernahme – Wunsch und Wirklichkeit. Ein Erfahrungsbericht aus der Niedersächsischen Landesbibliothek. In: Bibliotheksdienst, Bd. 23 (1989), S. 231–240.
- (Übers.): Alexandre Dumas / Die drei Musketiere. Deutscher Bücherbund, Stuttgart/München 1990.
- (Übers.): Jules Verne / Der Herr der Welt. Deutscher Bücherbund, Stuttgart/München 1991.
- (Übers.):  Antonine Maillet / Bären leben gefährlich. Roman. Fischer-Taschenbuch-Verlag, Frankfurt/M. 1992, ISBN 3-596-11185-4.
- (Übers.): Natascha Medwedjewa / Ein wunderbares Land. Roman. Fischer-Taschenbuch-Verlag, Frankfurt/M. 1992, ISBN 3-596-10944-2.
- Wissenschaftlicher Bibliothekar, ein Beruf mit Zukunft? Universität Saarbrücken 1992.
- Viele Wege ein Ziel? Gedanken zur Auswahl und Ausbildung wissenschaftlicher Bibliothekare. In: Hartwig Lohse (Hrsg.): Arbeitsfeld Bibliothek (= Zeitschrift für Bibliothekswesen und Bibliographie, Sonderhefte, Bd. 59). Klostermann, Frankfurt/M. 1994, S. 163–174, ISBN 3-465-02631-4.
- (Hrsg.): Regionalbibliotheken in Deutschland. Mit einem Ausblick auf Österreich und die Schweiz (= Zeitschrift für Bibliothekswesen und Bibliographie, Sonderhefte, Bd. 78). Klostermann, Frankfurt/M. 2000, ISBN 3-465-03085-0.
- Für Universität und Land. Ein Blick auf 50 Jahre Bibliotheksgeschichte. In: Christine Hohnschopp/Bernd Hagenau (Hrsg.): 50 Jahre Universitätsbibliothek des Saarlandes (= Schriften der Saarländischen Universitäts- und Landesbibliothek, Bd. 7). Röhrig, St. Ingbert 2000, S. 11–26, ISBN 3-86110-256-0.
- Gehabte Sorgen hab’ ich gern? Ein Blick zurück auf die Deutschen Bibliothekartage 1975 bis 1980. In: Ilse Harms (Hrsg.): Information und Sprache. Beiträge zu Informationswissenschaft, Computerlinguistik, Bibliothekswesen und verwandten Fächern: Festschrift für Harald H. Zimmermann. Saur, München 2006, S. 219–227, ISBN 3-598-11754-X.
- Von Weinnestern und goldenen Söhnen. Aus den Anfangsjahren der Arbeitsgemeinschaft der Regionalbibliotheken. In: Bibliotheksdienst, Bd. 53 (2019), S. 352–374.